# Trewia
Trewia é um género botânico pertencente à família Euphorbiaceae. Este gênero foi nomeado em homenagem a Christoph Jacob Trew, médico e botânico alemão.
Plantas encontradas desde o Himalaia até as Ilhas Hainan.

## Sinonímia
- Canschi Adans.
- Trevia L.

## Espécies
Constituido por 15 espécies:
| - Trewia africana - Trewia ambigua - Trewia discolor - Trewia glabrata - Trewia hernandifolia - Trewia inophyllum - Trewia insignis - Trewia integerrima | - Trewia macrophylla - Trewia macrostachya - Trewia nudiflora - Trewia polycarpa - Trewia pubescens - Trewia rusciflora - Trewia tricuspidata |

## Nome e referências
Trewia Linnaeus